# Dáblio Moreira
Dáblio Moreira da Silva Amador (Morrinhos, 8 de outubro de 1987) é um cantor e ator brasileiro Ficou famoso por interpretar Zezé Di Camargo no filme 2 Filhos de Francisco, Pitoco em Bicho do Mato, e o ex menino de rua Demorô em Chamas da Vida.

## Biografia
Dáblio é um dos três filhos do fotógrafo Adesir e Marílda Amador:Dáblio, Débora e Blandon, foi o pai quem lhe deu o nome, ao procurar escolher um que começasse pela letra W. como não gostou de nenhum quis colocar o nome da letra mesmo por extenso. Também foi o genitor quem incentivou-o a iniciar a carreira artística, já aos oito anos de idade, fazendo-o participar de apresentações, no estilo sertanejo, fazendo parceria com o amigo Daniel  na dupla sertaneja Dablio & Daniel.
Em 2005 participou de testes para integrar o elenco de 2 Filhos de Francisco, sendo escolhido pelo diretor Breno Silveira. Foi considerado uma das revelações artísticas daquele ano, nesse filme que acabou se tornando um dos maiores sucessos do cinema brasileiro. Nesse mesmo ano chegou a gravar um programa da Rede Record, junto à cantora Wanessa Camargo, mas essa não permitiu que o mesmo fosse ao ar. Devido a compromissos depois do filme, sua parceria com Daniel se desfez, depois que esse foi convidado para integrar a dupla Fred & Gustavo. Dáblio partiu, então, para uma carreira solo.
Por seu trabalho, foi indicado ao prêmio de melhor ator coadjuvante no Grande Prêmio Cinema Brasil, perdendo para José Dumont, que atuou no mesmo filme. Recebeu, em Los Angeles, o Young Artist Award, de 2006.
Com o sucesso do filme que lhe abriu portas, Dáblio foi contratado e passou a integrar o elenco de telenovelas da Record onde fez parte de duas novelas "Bicho do Mato", onde interpretou o personagem Pitoco, protagonizando com Sérgio Reis e Almir Sater, e "Chamas da Vida", onde interpretou o ex-menino de rua Demorô .

## Carreira musical
Depois de assinar contrato com a gravadora Universal Music Group seu primeiro álbum de estúdio intitulado Ao Vivo no Estúdio será lançado em 2012. Já em rotação na internet, a faixa que promove o CD é Se Quer a Verdade, gravada em dueto com Michel Teló, a outra participação é  especial da dupla Zezé Di Camargo & Luciano, convidada da faixa Coca-Cola e Guaraná que anteriormente era pra se chamar "Me Leva Mais a Sério" mas aí o próprio Zezé Di Camargo pediu para mudar o título da canção antes da gravação. ela é escrita por Everton Matos, Diego Ferreira e Rivanil.
Nova Dupla: Dablio & Phillipe
Em 2013, Dáblio entra em contato com seu antigo escritório onde assinou um distrato do seu projeto solo e aonde também entrou em contato com Emanuel Camargo( Irmão da dupla Zezé Di Camargo & Luciano) onde esse lhe indicou que Nathan Phillipe Costa Camargo, seu sobrinho, filho do cantor Luciano e de Mariana Costa (irmã de Leandro e Leonardo)  cantava e que esse poderia mudar seu rumo e dar uma oportunidade de formarem uma dupla onde ele vem de uma família cheia de artistas como Zé Felipe ,  Wanessa Camargo e Pedro e Thiago onde lançaram um EP  intitulado "Já Era" trazendo o primeiro sucesso da dupla "Lado Indecente" lançado pela Sony Music, a dupla chegou ao fim no dia 3 de maio de 2018, assim Dablio volta a sua carreira solo.
Em 2020, se candidata a vereador pela sua cidade natal.

## Prêmios[4]
| Prêmio                      | Ano  | Categoria | Trabalho              | Resultado |
| --------------------------- | ---- | --- | --------------------- | --------- |
| Grande Prêmio Cinema Brasil | 2007 | Melhor Ator Coadjuvante | 2 Filhos de Francisco | Indicado  |
| Prêmio Qualidade Brasil     | 2005 | Melhor Revelação Ator/Atriz | 2 Filhos de Francisco | Vencedor  |
| Young Artist Awards         | 2006 | Best Performance in an International Feature Film - Leading Young Performer (Melhor Performance em um Longa-Metragem Internacional - Jovem Artista Principiante) | 2 Filhos de Francisco | Vencedor  |

## Carreira

### Na televisão
| Ano  | Título         | Personagem                       |
| ---- | -------------- | -------------------------------- |
| 2008 | Chamas da Vida | Máicon das Dores Vieira (Demorô) |
| 2006 | Bicho do Mato  | João Paulo da Silva (Pitoco)     |

### No cinema
| Ano  | Título                | Personagem                |
| ---- | --------------------- | ------------------------- |
| 2005 | 2 Filhos de Francisco | Zezé Di Camargo (criança) |